# Christian Friedrich Bahn
Christian Friedrich Bahn (* 18. März 1773 in Rügenwalde in Hinterpommern; † 9. September 1834 in Papenzin bei Rummelsburg in Hinterpommern) war ein deutscher Kaufmann, Unternehmer und Gutsbesitzer.

## Leben
Nach dem frühen Tod seines Vaters, der in Rügenwalde als Wundarzt praktiziert hatte, ging Christian Friedrich Bahn in Köslin, seinen Neigungen entsprechend, bei dem Kaufmann Zettwach in die Lehre. Nach der Lehrzeit trat er zunächst in Berlin eine Stelle an, dann in Hamburg, wo er sich für den Schiffbau und die Reederei zu interessieren begann und sich entsprechende Kenntnisse aneignete. Mit dem erworbenen Wissen kehrte er 1801 in seine Vaterstadt zurück und trat als Teilhaber in das Rügenwalder Handelsunternehmen Knötzelein ein. Am 6. August 1802 heiratete er Johanne Louise Knötzelein, die älteste Tochter der verwitweten Geschäftsinhaberin Knötzelein. Nach einigen Jahren gründete er ein eigenes Handelsunternehmen, betrieb internationalen Seehandel gab mit seinen geschäftlichen Aktivitäten dem infolge der  Napoleonischen Kriege zum Erliegen gekommene Reedereiwesen in Rügenwalde neuen Antrieb.
Sowohl in  dem für Preußen unglücklichen Krieg von 1806 als auch während der erfolgreichen Feldzüge von 1813–1815 zeigte sich Bahn als Patriot. Im Jahr 1806 informierte er den Kommandanten von Kolberg persönlich über Aufrufe französischer Behörden an die einheimische Bevölkerung, wichtige Informationen über das Staatswesen vertraulich preiszugeben, worauf dieser eine öffentliche Warnung ergehen ließ und bei Zuwiderhandlung die Todesstrafe androhte.   Während der Belagerung Kolbergs 1807 ließ Bahn mit  einem noch teils mit Waren beladenen Handelsschiff unter Gefahren 80 preußische Fußsoldaten in die Festung Kolberg bringen. Im Krieg  von 1813–1815 beteiligte er sich mit beträchtlichen Kapitalspenden an den Verteidigungsausgaben Preußens.
Bahn wirkte in seiner Heimatstadt Rügenwalde als Mäzen und förderte junge unternehmerische Talente. Er investierte jährlich beachtliche Summen in den Schiffsbau und schuf in  Fabriken und Werken, die er erbauen ließ, Arbeitsplätze für die einheimische Bevölkerung. Zum Dank wurde er von der Stadt Rügenwalde verschiedenen Male mit hohen Ämtern betraut, und in der Provinz wählten ihn zehn Städte zu ihrem Landtagsabgeordneten. Der dänische König Friedrich VI. ernannte ihn zum Dänisch-Norwegischen Vizekonsul für die Stadt Rügenwalde. Im Jahr 1833 verlieh ihm der preußische König Friedrich Wilhelm III.   den Titel eines Kommerzienrats.
Im fortgeschrittenen Alter litt Bahn an Sehstörungen und fürchtete um sein Augenlicht. Er übergab den größten Teil seiner Unternehmen seinem Schwiegersohn, der gleichzeitig sein Kompagnon war, und hielt sich danach häufig auf seinem Gut Papenzin auf, das er im Jahre 1829 erworben hatte. Dort erlitt er 1834 einen Hitzeschlag, an dessen Folgen er starb.

## Ehrungen
- 1833 Verleihung des Titels Kommerzienrat durch den preußischen König  Friedrich Wilhelm III.